# Condado de Darke
El condado de Darke es uno de los 88 condados del Estado estadounidense de Ohio. La sede del condado y su ciudad más poblada es Greenville. El condado posee un área de 1.555 km² (los cuales 1 km² están cubiertos por agua), la población de 53.309 habitantes, y la densidad de población es de 34 hab/km² (según censo nacional de 2000). Este condado fue fundado en 1816.